# David Means

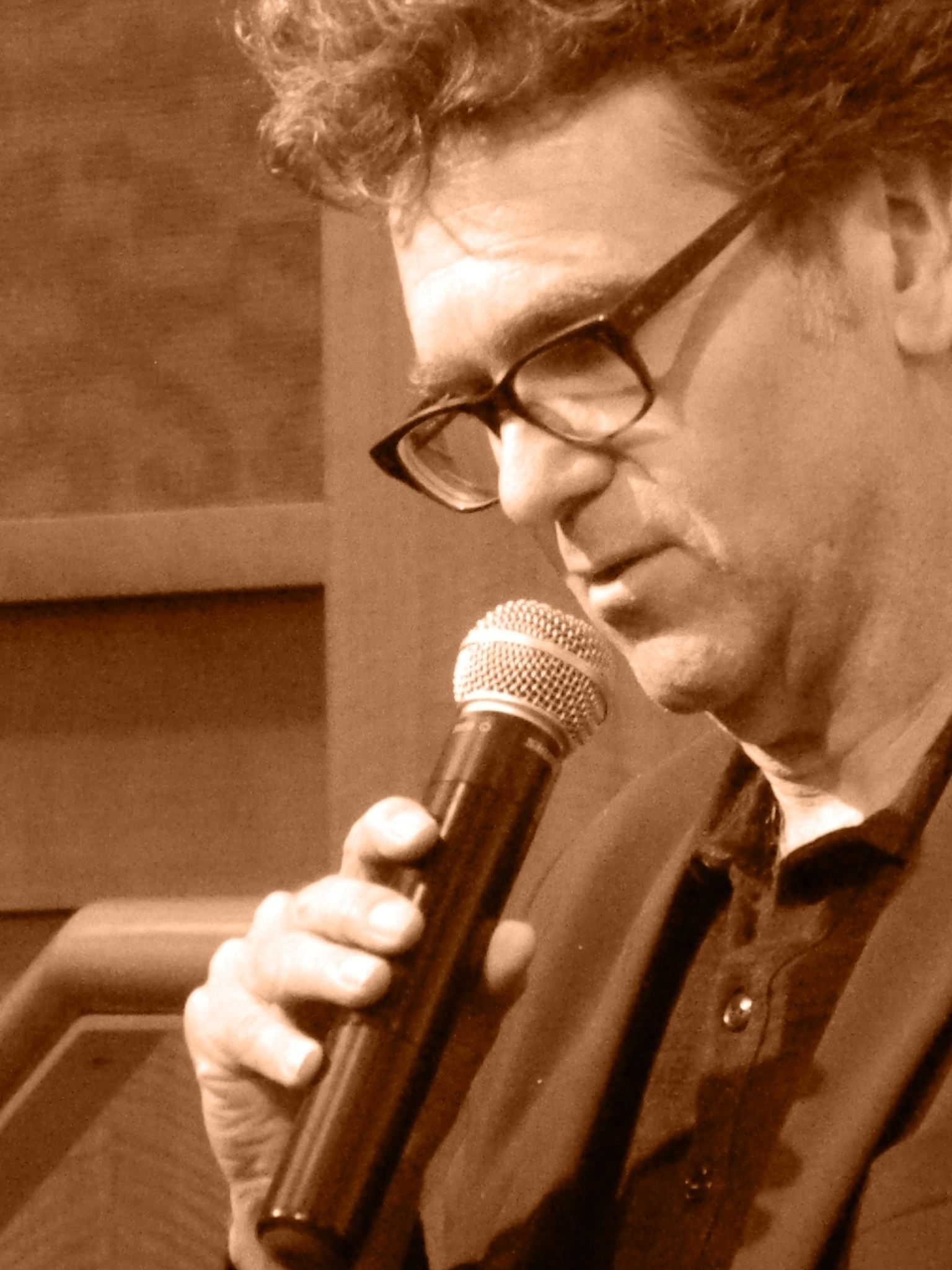
David Means (2013)

David Means (geboren 17. Oktober 1961 in Kalamazoo) ist ein US-amerikanischer Schriftsteller.

## Leben
David Means besuchte die High School in Kalamazoo und studierte Literatur am College of Wooster (B.A.) und an der Columbia University (MFA). Means arbeitete zeitweise als Dozent am Vassar College. Er lebt heute mit Frau und  Zwillingen in Nyack bei New York.
Seine Kurzgeschichten erschienen unter anderem in Esquire, The New Yorker und Harper’s. Er veröffentlichte mehrere Sammelbände. Sein erster Roman Hystopia stand 2016 auf der Longlist des Man Booker Prize.

## Auszeichnungen
- 2000: Los Angeles Times Book Prize (Fiction) für Assorted Fire Events: Stories

## Werke (Auswahl)
- A Quick Kiss of Redemption & Other Stories. New York : Morrow, 1991, ISBN 0-688-09459-7
- Assorted Fire Events. Fourth Estate, 2000, ISBN 1-893956-05-9
  - Coitus : Stories. Übersetzung Dirk van Gunsteren. Köln : DuMont, 2005, ISBN 978-3-8321-7869-7
- The Secret Goldfish. 2004, ISBN 0-00-716489-0
  - Das Nest. Übersetzung Dirk van Gunsteren. Köln : DuMont, 2006, ISBN 978-3-8321-7963-2
- The Spot : stories. 2010, ISBN 978-0-86547-912-8
- Hystopia : a novel. Rearsby, Leicester : W.F. Howes, 2016, ISBN 978-0865479135
- Instructions for a Funeral. New York : Farrar, Straus and Giroux, 2019, ISBN 978-0-374-27981-3